# Rosemarie Whyte
Rosemarie Whyte (Bunkers Hill, 8 settembre 1986) è una velocista giamaicana, specializzata nei 400 metri piani.

## Record nazionali

### Seniores
- Staffetta 4×400 metri: 3'18"71 ( Taegu, 3 settembre 2011) (Rosemarie Whyte, Davita Prendergast, Novlene Williams-Mills, Shericka Williams)

## Palmarès
| Anno | Manifestazione  | Sede      | Evento      | Risultato  | Prestazione | Note                                     |
| ---- | --------------- | --------- | ----------- | ---------- | ----------- | ---------------------------------------- |
| 2006 | Giochi CAC      | Cartagena | 100 m piani | Batteria   | 11"65       |                                          |
| 2008 | Giochi olimpici | Pechino   | 400 m piani | 5ª         | 50"68       |                                          |
| 2008 | Giochi olimpici | Pechino   | 4×400 m     | Argento    | 3'20"40     |                                          |
| 2009 | Campionati CAC  | L'Avana   | 400 m piani | Batteria   | dq          |                                          |
| 2009 | Mondiali        | Berlino   | 4×400 m     | Argento    | 3'21"15     | Miglior prestazione personale stagionale |
| 2011 | Mondiali        | Taegu     | 400 m piani | Semifinale | 50"90       |                                          |
| 2011 | Mondiali        | Taegu     | 4×400 m     | Argento    | 3'18"71     | Record nazionale                         |
| 2012 | Giochi olimpici | Londra    | 400 m piani | 7ª         | 50"79       |                                          |
| 2012 | Giochi olimpici | Londra    | 4×400 m     | Argento    | 3'20"95     | Miglior prestazione personale stagionale |
| 2013 | Mondiali        | Mosca     | 4×400 m     | Batteria   | dq          |                                          |